# Lauttajärvi (Gällivare socken, Lappland)
Lauttajärvi är en sjö i Gällivare kommun i Lappland och ingår i Kalixälvens huvudavrinningsområde. Sjön har en area på 0,244 kvadratkilometer och ligger 400,2 meter över havet. Sjön avvattnas av vattendraget Heikkamajoki.

## Delavrinningsområde
Lauttajärvi ingår i det delavrinningsområde (748089-173293) som SMHI kallar för Namn saknas. Medelhöjden är 403 meter över havet och ytan är 8,47 kvadratkilometer. Det finns inga avrinningsområden uppströms utan avrinningsområdet är högsta punkten. Heikkamajoki som avvattnar avrinningsområdet har biflödesordning 5, vilket innebär att vattnet flödar genom totalt 5 vattendrag innan det når havet efter 220 kilometer. Avrinningsområdet består mestadels av skog (59 procent) och sankmarker (34 procent). Avrinningsområdet har 0,36 kvadratkilometer vattenytor vilket ger det en sjöprocent på 4,2 procent.